# Julija Kornijeweć
Julija Wiktoriwna Kornijeweć, ukr. Юлія Геннадіївна Корнієвець (ur. 31 sierpnia 1986 w Zaporożu) – ukraińska piłkarka grająca na pozycji napastnika w DJuSSz-26 Kijów. Również grała w futsal.

## Kariera klubowa
W 2002 rozpoczęła karierę w klubie Łehenda-SzWSM Czernihów, w składzie której wiele razy występowała w rozgrywkach Ligi Mistrzyń UEFA. W 2012 wyjechała do Rosji, gdzie potem broniła barw klubów Mordowoczka Sarańsk, Zorki Krasnogorsk i Zwiezda-2005 Perm. W 2017 roku wróciła do Ukrainy, gdzie została zawodniczką drużyny Jednist'-SzWSM Płysky. Pod koniec sezonu opuściła Ukrainę i wyjechała do Hiszpanii, gdzie podpisała kontrakt ze Sportingiem.
Sezon 2018/19 rozpoczęła w drużynie Jednist'-SzWSM Płysky, ale wkrótce zarząd klubu podjął decyzję o zakończeniu współpracy i potem kontynuowała karierę sportową w futsalu, dołączając do połtawskiego PZMS. W latach 2021—2022 występowała również w drużynie futsalowej Budstar-NPU Kijów.
Jesienią 2020 roku wróciła do wielkiej piłki nożnej, zasilając skład klubu Bukowynśka Nadija Wełykyj Kuczuriw. Po roku przeniosła się do DJuSSz-26 Kijów.

## Kariera reprezentacyjna
2 lutego 2002 roku zadebiutowała w juniorskiej reprezentacji Ukrainy WU-19 w zremisowanym 2:2 meczu w pierwszej rundzie eliminacji ze Słowacją. W koszulce narodowej reprezentacji Ukrainy zadebiutowała 6 października 2010 roku w zremisowanym (2:2) wyjazdowym meczu towarzyskim z Włoszkami.

## Sukcesy
Łehenda-SzWSM Czernihów
- mistrz Ukrainy (4): 2002, 2005, 2009, 2010
- wicemistrz Ukrainy (5): 2003, 2004, 2006, 2008, 2011
- brązowa medalistka mistrzostw Ukrainy (1): 2007
- zdobywca Pucharu Ukrainy (3): 2002, 2005, 2009
- finalista Pucharu Ukrainy (7): 2003, 2004, 2006, 2007, 2008, 2010, 2011
- mistrz zimowych mistrzostw Ukrainy (1): 2005
- wicemistrz zimowych mistrzostw Ukrainy (2): 2006, 2008
- zdobywca Italy Women's Cup (1): 2006
- brązowa medalistka Italy Women's Cup (1): 2005

Zwiezda-2005 Perm
- mistrz Rosji (2): 2015, 2017
- wicemistrz Rosji (1): 2016
- zdobywca Pucharu Rosji (2): 2015, 2016